# Minniza monticola
Espèce
Minniza monticola est une espèce de pseudoscorpions de la famille des Olpiidae.

## Distribution
Cette espèce se rencontre en Arabie saoudite et aux Émirats arabes unis.

## Publication originale
- Mahnert, 1991 : Pseudoscorpions (Arachnida) from the Arabian Peninsula. Fauna of Saudi Arabia, vol. 12, p. 171-199.